# NGC 3452
NGC 3452 في الفهرس العام الجديد، هي مجرة، تقع في كوكبة الباطية. اكتشفت في 1880 .

## روابط خارجية
- NGC 3452 على موقع ويكي سكاي: DSS2, SDSS, GALEX, IRAS, Hydrogen α, X-Ray, Astrophoto, Sky Map, Articles and images